# Casier
Casier ist eine nordostitalienische Gemeinde (comune) mit 11.423 Einwohnern (Stand 31. Dezember 2023) in der Provinz Treviso in Venetien. Die Gemeinde liegt etwa 4,5 Kilometer südöstlich von Treviso im Parco Regionale del Sile auf der südlichen Seite des Sile.

## Verkehr
Westlich der Gemeinde verläuft die Strada Statale 13 Pontebbana, während östlich die Autostrada A27 das Gemeindegebiet berührt. Die nächste Bahnstation findet sich in San Trovaso bzw. in Preganziol.

## Gemeindepartnerschaft
Casier unterhält seit 2002 eine Partnerschaft mit der französischen Gemeinde Eaunes im Département Haute-Garonne.

## Wirtschaft
Dort befindet sich der Sitz von CAME.